# タン・フー・ルー
タン・フー・ルー (Tung Fu Rue) は、SNKの対戦型格闘ゲーム『餓狼伝説』シリーズなどに登場する架空の人物。
初期の漢字表記は糖 胡芦（ピン音:Táng Hú Lú）で、中国のりんご飴のような菓子「糖葫芦」が名前の由来となっている。その後、『THE KING OF FIGHTERS XIV』中国語版公式サイトでは唐 福禄（ピン音:Táng Fú Lù）の表記が採用されている。

## キャラクター設定
初代『餓狼伝説』（以下『餓狼』と表記）から登場している、禿頭に白い髭面で小柄な体格の老人。八極聖拳（八極正拳）の創始者にして、テリー・ボガードとアンディ・ボガードの養父であるジェフ・ボガードの師匠。
『餓狼』においては太極拳の使い手と設定されていたが、後述のアニメ版での設定が反映され以降の作品では格闘スタイルが八極聖拳に変更された（なお、この点については『餓狼伝説の謎』において「大会出場に際してギースからの妨害・暗殺などの可能性があるため、八極聖拳の名を伏せ太極拳の使い手であると偽ることで正体を隠そうとした」という設定が記載されている）。
かつて、ジェフとともにギース・ハワードも弟子に取っていた。タンは自分の後継者にジェフを選んだが、やがてジェフが何者かの手によって殺されたことをタンは知る。実はジェフがタンの後継者に選ばれたことを不服に思ったギースが、ジェフを殺害したのであった。ジェフの死を知ったタンは、急遽サウスタウンに駆け付ける。
ジェフにも伝授していない究極の奥義をタンは持っている。『餓狼』での設定によると、その究極の奥義とは自らの肉体を瞬時に鋼鉄化・巨大化させて凄まじい力を引き出す「鋼霊身」であるが、『餓狼伝説スペシャル』（以下『餓狼SP』と表記）での設定では、本作で超必殺技として追加された「旋風剛拳」が、その「究極の奥義」ということになっている。
ジェフやギース以外にもチン・シンザンなど多くの格闘家を育てており、その中でもギースは最も凄まじい「気」を発動させることができたという。しかしタンは「格闘家の模範となるべき男」として、格闘家としても人間としても真摯なジェフを選んだ。自身の後継を巡った果てにギースがジェフを殺したことを知ったタンは深く悲しんだ。ジェフが死んでからは弟子を取らなくなったが、テリーは例外として門弟に取っているという設定が『リアルバウト餓狼伝説スペシャル』（以下『RBS』と表記）にて追加された。
『餓狼伝説2』では、途中のデモにてヴォルフガング・クラウザーに倒されている描写がある。『餓狼伝説3』ではボブ・ウィルソンのエンディングに登場し、アンディ、不知火舞、ジョー・ヒガシ、ダック・キングとともにテーブルを囲んで食事をしている（テリーは隣の席で、ホットドッグを口に詰め込むように食べている）。
『餓狼SP』での専用ステージは中国大陸の河北省。対戦前に雲の切れ間から斜光があふれている上空から下にスクロールして地上へ移動するまでのデモがあり、舞台は険しい山々の中で、左端に吊橋がある。このステージでダック・キングと戦い、ラウンド4（エクストララウンド）まで進んでダックが勝利すると、ステージの中央部分の岩穴からヒヨコが現れて飛び跳ねる。ただし岩穴が見えていないとヒヨコは現れない。
『餓狼SP』以降は戦闘中に挑発を出すと、手拭いで頭を拭き、拭いた頭がきらりと光って効果音が流れるという滑稽な一面を見せる。『餓狼SP』のエンディングでは、高齢の身で無理がたたって入院し、見舞いに来たテリーとアンディに対して「大人しくしておけばよかった」と語っている。また、スタッフロールではテリーの投げた帽子がタンの頭にちょうどはまるという演出を見られることがある。
『リアルバウト餓狼伝説』では3rdステージ「イースト・サイド・パーク」の背景に登場しており、左側の壁（施設の案内図が描かれた看板）を破壊するとタンがいることが分かる。
『RBS』では、勝利ポーズで魂が抜けかかったり、裏性能のEXタンのエンディングではテリーのことも分からなくなった認知症のような状態になっている。『リアルバウト餓狼伝説2』（以下『RB2』と表記』）では、秦崇雷のエンディングで崇雷とともに修行に励んでいる。
『餓狼』シリーズ以外では『ザ・キング・オブ・ファイターズ』（以下『KOF』と表記）シリーズの一部の作品で背景に登場していたが、『ネオジオバトルコロシアム』（以下『NBC』と表記）、PlayStation 2版『KOF XI』、『KOF XIV』にてプレイアブルキャラクターとして登場する。『KOF』シリーズでは鎮元斎とは知り合いという設定で、『KOF XIV』では新たな弟子のシュンエイと明天君とチームを組んで登場する。

### ゲーム版と他メディア版との関係
『餓狼』においてテリーとアンディはタンが養父ジェフの師匠であったことは（少なくとも対戦するまでは）知らず、またタンもジェフが孤児の2人を引き取り養育していたことはジェフの死後、2人がギースへの復讐を誓って旅立ったあとに知ったという設定になっている。細井雄二執筆の『コミックボンボン』掲載コミックは、この設定に準拠している。
一方、アニメ『バトルファイターズ餓狼伝説』においてはストーリー展開の関係からテリーやアンディとは旧知の間柄で、2人もジェフに育てられていた幼少時から彼を「タン先生」と呼び慕っていた。『餓狼SP』での対タン戦で勝利した際のテリーとアンディの台詞にある「タン先生」という呼び方は、このアニメ版からフィードバックされたものである。また前述されている八極聖拳や、ギースが伝承者に選ばれなかった怨みと秘伝書を目的にジェフを殺害したという設定も、全てアニメ版での描写が『餓狼SP』以降の設定に組み込まれたもの。
なおアニメ版における八極聖拳の創始者はタンではなく、古来から続いてきた八極聖拳を先代から受け継いでいる。これはアニメ版の脚本を手がけた山田隆司が執筆した、アニメ版ベースの小説（小学館スーパークエスト文庫）で明らかにされた。この小説では、タンが時の権力者による迫害から逃れるために中国を離れて来訪した日本で山田十平衛と知り合い、同じ格闘家として腕を競い合う親友となった過去や、アンディは当初タンの紹介で十平衛から柔道を学ぶために来日するが、紆余曲折の末に十平衛から不知火半蔵を紹介されて不知火流体術＝骨法を学ぶようになったという経緯が描写されている。

## ゲーム上の特徴
体格上、攻撃のリーチは全体的に短く、遠距離戦は不得手。
初登場となる初代『餓狼』では一定のダメージを受けると、「鋼霊身」で筋骨隆々の大男に変身して、技の攻撃判定と攻撃力が上昇する。
『餓狼SP』でも技のリーチは短いが、体全体を使って攻撃する足払いを出すしゃがみ強キック「剪腿法」のリーチは、タンの技の中でもっとも長い。突進技の「箭疾歩」、溜めコマンドだが隙は小さく飛ばない飛び道具の「衝波」、コマンド投げの「烈千脚」を初め、間合いに応じて使用可能な技を持つ。今作で初登場となる超必殺技「旋風剛拳」は、発生が遅いことに加えて相手の攻撃に潰されやすいが、攻撃を全段ガードさせれば相手の体力を大きく削り取ることが可能。また、クラウザーの必殺技「上段ブリッツボール」を立ったままかわすことができる（ガード操作を行うとガードしてしまう）。
『RBS』では隠しコマンドを入力することにより、EXタンが使用できる。「衝波」をはじめ、『餓狼SP』からある技が通常とEXとで分けられており、性能は異なる。EXタンはコンビネーションアタックを使用することが一切できないため、連続技の種類が大きく減ってしまうが、潜在能力の「ブラボー烈千脚」の性能の高さは全キャラクターの中でも群を抜いている。

## 技の解説

### 通常投げ・特殊技
烈千掌
『餓狼SP』での通常投げ。相手の体を掴んで手刀を数発浴びせてから弾き飛ばす。『RBS』におけるEXタンの通常投げでもある。
鉄山靠
『KOF XIV』での通常投げ。掴んだ相手を引き寄せて背後に押しやったあと、よろけた相手の背中に体当たりを食らわせる。
避水波
『餓狼SP』での避け攻撃。斜め上方に掌を突き出す。攻撃の発生が速いうえに攻撃判定も見た目以上に大きく、地上の相手の攻撃に対して使うだけでなく、対空迎撃にも使える。
右降龍
『RBS』での特殊技。やや斜め上に拳を突き上げる。通常・EX共通の技であり、対空迎撃に使用可能。空中の相手をこの技で打ち落とした後は「烈千脚」を出すことで追撃することも可能（EXタンは不可）。
乾布摩擦
『RBS』での特殊動作。挑発中にボタンを連打すると、頭をタオルで磨いたあとに服を脱ぎ、乾布摩擦を始める。パワーゲージを溜める効果があるが、一旦始まると動作が完全に終わらない限り中断できない。

### 必殺技
抱頭推山
低い姿勢から掌底による突きを放つ。初代『餓狼』のみの技で、変身していない通常の状態でのみ使用できる。掌はオーラを纏っており、立ちガード不可。CPUは接近戦でこれを連続で出してくる。メガドライブ版（以下MD版と表記）では使用しない。
鋼霊身
初代『餓狼』のみの技で、タンが一定のダメージを受けると大男に変身する。通常時より技のリーチや攻撃力が上昇し、相手の通常投げを受け付けなくなり、「波動旋風脚」と「旋風拳」が使用可能になる。一定のダメージを喰らうと元の小柄な体格に戻る。
旋風拳
その場で体を浮き上がらせ、その状態で両腕を広げて前方へ突進していく。ヒット効果は吹き飛びダウン。立ちガードで防ぐとかなりの体力を削り取られるが、しゃがんでいれば回避できる。『NBC』からは後述の「空中旋風拳」として再び使用された。
波動旋風脚
その場で素早く一回転し、足から衝撃波を発して前方と後方へ飛ばす。衝撃波の形状はアンディの「飛翔拳」と同じだが、色が赤く、攻撃判定と威力の高さに優れている。技の前後の隙も小さいため、かなり強力な技。
スーパーファミコン版（以下SFC版と表記）では「破動旋風脚」、MD版では「旋風脚」という技名になっている。SFC版の説明書では溜めコマンドの技であるかのように記載されているが、実際にはタメが必要無く、CPUもこれを連続で放ってくる。

気孔拳
MD版『餓狼』のみの技。通常の状態でのみ使用できる。掌から気を放つ技で、「抱頭推山」の代わりに使用する。
大車輪脚
MD版『餓狼』のみの技。通常の状態でのみ使用できる。ジャンプして、かかと落としを放つ技。テリー・ボガードの「クラックシュート」に動作が類似している。
箭疾歩
『餓狼SP』にて追加された技の1つ。拳をまっすぐに突き出しながら前方へ勢い良く突進していく。弱は弱攻撃からでも連続でつながるほど発生が速いが突進距離は短く、強は弱よりも長い距離を突進し、強攻撃から連続でつながる。ヒット効果は、弱はのけぞりで強は吹き飛びダウンとなる（『RBS』では、弱は吹き飛びとなった）。先端をガードさせれば反撃を受けにくくなる。『RBS』では威力がさらに上がっている。
ハラショー箭疾歩
『RB2』で初登場した「箭疾歩」の強化版で、残像を纏い多段ヒットする。『RB2』では3回連続で挑発を行った時に出せる追加入力技で、『NBC』では直接出せるがパワーゲージを少量消費するようになった。『KOF XI』ではパワーゲージも消費しなくなった。
衝波
『餓狼SP』にて追加された技の1つで、両の掌から衝撃波を前方へ放つ。飛んでいかない飛び道具だが、発生が速く隙も小さい。『RBS』では「旧衝波」の技名でEXタンの必殺技として装備されており、通常のタンの通常投げはこの技が出る。
撃放
『餓狼SP』にて追加された技の1つで、体をその場に深く屈めるようにして気合を入れると、自身の筋骨隆々の肉体をしたオーラを上方へ発する。舞の「花蝶扇」のような、上段の飛び道具をかわすことが可能。『餓狼SP』では、オーラは気絶値が高い上に複数ヒットし、連続で食らった相手を気絶させることも可能。ボタン連打で出る技であるため、とっさに出すことが困難。なお、オーラはギースの「上段当て身投げ」で捕らえることができる。
『真サムライスピリッツ』の隠しキャラクターである黒子がこの技を使用している。
『RBS』ではEXタンの技で、オーラがタン本体の周囲を覆うというもので、技名は「旧撃放」となっている。だが、『餓狼SP』に比べて攻撃判定が小さいうえに威力も低下しているなど、性能は格段に落ちた。また、通常のタンの潜在能力となっている。『RB2』以降の「撃放」はこれと同じものであるが、『NBC』では特殊な連打方法により格段にヒット数と威力を伸ばすことが出来、かなり高性能な技となっている。
烈千脚
『餓狼SP』にて追加された技の1つで、相手の体に無数の蹴りを叩き込んで蹴り飛ばすコマンド投げ。溜めコマンドである。『RBS』では高く飛び上がりながら多段ヒットする蹴りを放つ技となっている。EXタンは『餓狼SP』の時と同じくコマンド投げとして使用可能。技名は「旧烈千脚」で、溜めコマンドではなくなった。
『真サムライスピリッツ』にて、黒子がこの技を通常投げとして使用しており、食らった相手の怒りゲージが大幅に増える。
ブラボー烈千脚
残像のつく「烈千脚」の強化版。『RBS』でEXタンの潜在能力だった技だが、『RB2』以降は「ハラショー箭疾歩」と同様の条件で出せる必殺技となっている。また『NBC』では「ハラショー箭疾歩」の追加技としても使用できる。
大衝波
『RBS』にて追加された技の1つで、片腕を大きく肥大させて「衝波」よりもさらに大きな衝撃波を発生させる。攻撃判定はかなり大きく、単発技だが一発の威力も大きい。EXタンは使用不可。
怒顔砲
『RBS』にて追加された技の1つで、口から斜め上に衝撃波を発する。立ち状態の相手でも近距離にいれば当たる。対空に使うには先読みが必要。EXタンは使用不可。『NBC』や『KOF XI』では使用していない。
空中旋風拳
『NBC』で追加された技。空中で「旋風拳」を放つ（体型は変化しない）。
雷鳴脚
『NBC』で追加された技。空中で後ろに向かって「衝波」を放ち、その反動で急降下蹴りを行う。
十字拳
『NBC』で追加された技。空中で後ろに向かって「衝波」を放ち、その反動で突進してクロスチョップで攻撃する。

### 超必殺技・潜在能力
旋風剛拳
『餓狼SP』にて追加された超必殺技。その場で上半身を巨大化させて両腕を広げながら前方へ進んでいく（その際上半身の服が破れるが、上半身の大きさが元に戻っていくと同時に破れた服も元に戻っていく）。足元を攻撃する技に弱く、避け攻撃でも簡単に潰される。攻撃判定は全部で4回出現するが、ヒット数は1である。なお、技を最初からガードされた場合、2回ガードされた時点で間合いが離れて攻撃が当たらず、間を置いてから再び2回攻撃判定が現れる。技の後半部分をガードさせれば4回とも隙なくガードさせることができる。
『RBS』以降は多段ヒットするようになっており、弱攻撃から連続でつながるようになった。しかし、多段ヒットするためにダメージ補正が強くかかり、結果として威力は低下する。
『NBC』および『KOF XIV』では、肉体そのものを巨大化させるのではなく「撃放」と同じくオーラを発する演出となっている。
撃放
『餓狼SP』で必殺技だった「撃放」が、『RBS』で潜在能力となったもの。上方ではなく、前方へ巨大なオーラを発し、相撲の立合いのような挙動で突進する。コマンド入力後にボタンを連打することで威力が上昇するが、連打しすぎると逆に威力は落ちる。また、技の隙も大きい。
ブラボー烈千脚
『RBS』の通常のタンの「烈千脚」を強化したもので、EXタンの潜在能力。発生が非常に速いうえに相手の連係に対する割り込み手段としても使用できる。
昇天旋風掌
PlayStationソフト『リアルバウト餓狼伝説スペシャル DOMINATED MIND』で特定の条件を満たすと使えるようになる隠し技の潜在能力。上昇しながら、球状の気を自分を中心に回転させる動作（ジャンプ強攻撃と同様のモーション）を3回連続で行う。対空技としては機能しない。
大撃放
『RB2』での潜在能力。「撃放」を強化したもので、最後に拳を振り下ろしてとどめを刺す。拳による攻撃はしゃがみガードできない。
超・衝波
『NBC』で追加された超必殺技。「撃放」のようにオーラを出してから気を溜め、巨大な「衝波」を放つ。縦幅は画面全体に渡り、射程も長くヒット数も多いが発生は非常に遅い。『KOF XI』ではリーダー超必殺技になり、発生が早くなった。
極・鋼霊身
『KOF XIV』で追加されたCLIMAX超必殺技。鉄山靠からの上段蹴りで相手を空高く打ち上げた後、「撃放」よりも強力なオーラを出して巨大化し、合掌して叩きつぶす。

## 声の出演
- 逆木圭一郎（『餓狼伝説スペシャル』）
- 中井重文（『リアルバウト餓狼伝説スペシャル』・『リアルバウト餓狼伝説2』・『NBC』・『THE KING OF FIGHTERS XI』[注 3]）
- 矢田耕司（アニメ『バトルファイターズ 餓狼伝説』およびCDドラマ『電撃CD文庫 餓狼伝説』）
- 鹿瀬ハジメ（『THE KING OF FIGHTERS XIV』）

## 関連人物
- テリー・ボガード - 弟子、ジェフの養子
- アンディ・ボガード - 弟子、ジェフの養子
- ジェフ・ボガード - 今は亡き愛弟子
- チン・シンザン - 元・弟子
- ギース・ハワード - 自分を裏切った弟子
- 秦崇雷 - 『RB2』からの弟子
- 鎮元斎 - 知人
- シュンエイ - 『KOF XIV』でのチームメイト、弟子
- 明天君 - 『KOF XIV』でのチームメイト、弟子